# William Saunders (journaliste)
Pour les articles homonymes, voir Saunders.
William Saunders (1823 - 1er mai 1895) est un journaliste britannique du milieu du XIXe siècle puis un député à la Chambre des communes.

## Biographie
Fils d'un fermier et militaire de Barth, il suit des études à la"Devizes Grammar School". Beau-frère de l'écrivain féministe Emily Spender, il soutient l'homme politique libéral Henry George.
À l'âge de 37 ans, il crée le Western Morning News de Plymouth en 1860 avec son beau-frère Edward Spender, ce qui déclenche la fondation par le radical Isaac Latimer du Western Daily Mercury, la même année. Tous deux créent ensuite l'Eastern Morning News de Hull. En 1863 il fonde sa propre agence de presse, toujours en compagnie de son beau-frère, la Central Press, à Ludgate. Ses services sont organisés pour concurrencer Reuters sur le marché des journaux de province, à un coût plus modéré, permettant la diffusion de nouvelles plus en rapport avec leurs besoins.
Il est quelques années plus tard l'un des animateurs du mouvement de révolte des journaux régionaux contre les compagnies de télégraphe, qui aboutit à la création de la Press Association en 1868 puis au Telegraph Act de 1869. Pour éviter un conflit d'intérêts, il cède ensuite son entreprise, en 1870, à une organisation, qui révèle souhaiter créer une agence de presse soutenant les milieux conservateurs. Celle-ci tente de garder le nom de Central Press.
William Saunders s'y oppose et veut conserver le nom pour l'agence de presse qu'il crée ensuite. Mais il perd le conflit judiciaire autour de l'utilisation de ce nom. Il opte alors pour celui de Central News.
En 1878, il voyage à travers le sud des États-Unis et publie des récits dans un recueil "Through the Light Continent". Sa carrière politique débute seulement en 1885 lorsqu'il se fait élire député sous l'étiquette du parti libéral à Kingston, dans l'est de Hull, un siège qu'il perd l'année suivante. En 1892, il prend le siège d'un député conservateur dans la circonscription de Newington Walworth.